# Jean Le Harivel
Pour les articles homonymes, voir Le Harivel.
Jean Le Harivel, né le 3 avril 1918 et mort le 6 mars 2006, fut, pendant la Seconde Guerre mondiale, un agent britannique du service secret britannique Special Operations Executive.

## Identités
- État civil : Jean Philippe Charles Le Harivel
- Comme agent du SOE :
  - Nom de guerre (field name) : Georges 25 (le prénom Georges correspond à la fonction d'opérateur radio)
  - Nom de code opérationnel : HICCUP (en français HOQUET)

Parcours militaire : SOE, section F ; grade : lieutenant

## Éléments biographiques
Il est l'un des membres de la mission CORSICAN (à la fois saboteur, comme ses collègues, et radio de la mission) parachutée dans la nuit du 10 au 11 octobre 1941 à Beleymas, près de Bergerac ; et, comme les autres, il est arrêté par la police de Vichy dans les jours mêmes qui suivent son arrivée. Après un séjour à Périgueux, il est conduit au camp de Mauzac, d'où il s'évade, le 16 juillet 1942, avec dix camarades (voir l'article évasion de Mauzac). Pris en charge par le réseau d'évasion VIC (de la section DF), passé par l’Espagne mais arrêté par les Espagnols et interné à Miranda de Ebro, le groupe ne parvient à Londres qu'en octobre… Mais déjà, en avril 1943, Jean Le Harivel repart pour la France avec la raffinerie de la SCULLION 1, et doit, une nouvelle fois, revenir par l’Espagne, heureusement alors sans encombre. Ensuite Jean Le Harivel est affecté à l’état-major de la section F.

## Reconnaissance

### Distinctions
- Royaume-Uni : Mention in Despatches,
- France : Croix de Guerre 1939-1945.

### Monuments
À Beleymas (Dordogne), au lieu-dit Lagudal, une stèle commémore le parachutage de la mission CORSICAN dans la nuit du 10/11 octobre 1941.

## Sources et liens externes
- Fiche Jean Le Harivel, sur le site Special Forces Roll of Honour
- Libre Résistance, bulletin d’information et de liaison, anciens des Réseaux de la Section F du S.O.E. (Special Operations Executive), Amicale BUCK, numéro 17, 2e trimestre 2006, page 2.